# Jiří IV. Bees z Chrostiny
Křtěný celým jménem Georg svobodný pán von Bees und Chrostin, psán tak jen Georg Beeß, česky Jiří IV. baron Bees z Chrostiny (7. února 1824 Hnojník – 14. března 1905 Hnojník), byl rakouský šlechtic a politik německé národnosti ze Slezska, v 2. polovině 19. století poslanec Říšské rady.

## Biografie
Pocházel z šlechtického rodu českého původu (původně Bezové), který byl rozšířen v Čechách, na Moravě i ve Slezsku a který měl hraběcí a baronskou větev.
Georgovi patřila panství Ráj a Hnojník a také panství Horní Třanovice, Otrubkov, Horní a Dolní Kačice v Rakouském Slezsku. Dále vlastnil alodiální statek Lešná na Moravě sestávající z pěti lokalit se zámkem v Lešné. V roce 1866 byl jmenován c. k. komorníkem.
Byl aktivní i politicky. V roce 1866 byl zvolen na Slezský zemský sněm. Zemský sněm ho 22. února 1867 zvolil i do Říšské rady (tehdy ještě volené nepřímo) za kurii velkostatkářskou ve Slezsku. Opětovně ho sem zemský sněm delegoval i roku 1870 a 1871. Uspěl i v prvních přímých volbách do Říšské rady roku 1873, za kurii velkostatkářskou ve Slezsku. Mandát zde obhájil i ve volbách roku 1879, volbách roku 1885 a volbách roku 1891. Na zemském sněmu zasedal do roku 1893, na Říšské radě byl poslancem do roku 1897.
Politicky byl orientován proněmecky a centralisticky (Strana ústavověrného velkostatku). Na Říšské radě se v říjnu 1879 uvádí jako člen staroněmeckého Klubu liberálů (Club der Liberalen). Po volbách roku 1885 patřil do klubu Sjednocené levice, do kterého se spojilo několik ústavověrných proudů německých liberálů. Po rozpadu Sjednocené levice přešel do frakce Německorakouský klub. V roce 1890 se uvádí jako poslanec obnoveného klubu německých liberálů, nyní oficiálně nazývaného Sjednocená německá levice. Ve volbách roku 1891 byl na Říšskou radu zvolen opět za Sjednocenou německou levici.
Nekrolog v českém Opavském týdenníku ho popisuje jako člověka, který byl osobně oblíben na všech stranách a českým poslancům zemského sněmu prokázal mnohou dobrou službu. Uměl dobře česky. Zasloužil se o vznik lázní Darkov, které vznikly po objevu pramenů jodové vody na jeho panství. V roce 1897 provedl velkou rekonstrukci a přístavbu zámku v Hnojníku.
Byl ženat se Stefanií roz. Wachtler (1830–1921); společně měli 5 synů a 2 dcery.
Zemřel v březnu 1905.